# 宇都宮尚綱
宇都宮尚綱（1513年－1549年10月7日）是日本戰國時代於下野國的大名。宇都宮氏第20代當主。初名俊綱。

## 生平
在永正10年（1513年）出生。最初為了成為僧人而進入宇都宮氏的慈心院（宇都宮二荒山神社的神宮寺），不過在天文年間，宇都宮興綱被芳賀高經幽禁，於是還俗並繼承家督，成為宇都宮氏第20代當主，在這段時期，宿老壬生綱房的専横更加明顯。天文8年（1539年），與結城氏、小山氏結盟，與綱房一同把高經殺死，於是掌握家中實權。此後把芳賀高照（高經的兒子）流放並讓芳賀高定將其殺死，積極擴大勢力，不過在天文18年（1549年）9月17日的喜連川五月女坂之戰中，率領2千士兵進攻那須高資，不過被擊敗並戰死，於此戰中受到那須軍奇襲，為了親自統率動揺的軍隊而前往前線，卻被那須氏的家臣鮎瀨實光以弓箭射殺。享年37歲。
死後，因為後繼者宇都宮廣綱只有5歲，於是被壬生綱房奪去宇都宮城，綱房和芳賀高照、鹽谷義孝等重臣團掌握宇都宮氏的實權。廣綱在芳賀高定伴同下向真岡城逃亡，宇都宮氏一時間失去宇都宮城。